# کوراماللو
کوراماللو، روستایی در دهستان انگوت شرقی بخش مرکزی شهرستان انگوت در استان اردبیل ایران است.

#### زبان و دین و مذهب
زبان مردم روستا ترکی آذربایجانی بوده و پایبند به مذهب شیعهٔ دوازده امامی می‌باشند

#### امکانات
روستا از نظر امکانات اولیه، دارای آب، برق، تلفن و گاز بوده و دارای مدرسه ابتدائی و راهنمایی می‌باشد، جاده اصلی روستا که به مرکز شهرستان انگوت منتهی می‌گردد، به صورت آسفالت می‌باشد.

#### جاذبه طبیعی
در قسمت بالای روستای چشمه ای وجود دارد، که آب آن از طریق قنات تأمین می‌شود و در ایام قدیم یا در مواقعی که آب لوله‌کشی قطع شود، مورد استفاده اهالی قرار می‌گیرد.
اخیراً در برخی از نقاط روستا باغاتی از میوه‌های مختلف از جمله گردو، شلیل، به و پسته احداث شده که در آینده نزدیک یکی از نقاط خوب برای گردش و تفریح خواهد بود.

#### اشتغال
شغل اهالی معمولاً کشاورزی و دامداری است البته برخی از جوانان روستا به صورت فصلی در شهرهای شمال کشور مشغول کار هستند؛ محصولاتی که در این روستا کشت می‌شود، به صورت دیم بوده که گندم و جو محصول غالب از نظر کشت است، و در کنار این دو، بعضاً نخود و عدس نیز کشت می‌شود.
از نظر دامی نیز دامداران از گوسفند و گاو به صورت سنتی نگهداری می‌کنند، البته برخی از دامداران عشایر هستند که در حدوداً شش ماه از سال را در دامنهٔ سبلان بوده و بقیه سال را در روستا هستند.

## جمعیت
بر پایه سرشماری عمومی نفوس و مسکن در سال ۱۳۹۵، جمعیت این روستا برابر با ۳۶۳ نفر (۱۰۱ خانوار) بوده‌است.